# Самокутяєв Олександр Михайлович
Олександр Михайлович Самокутяєв (нар. 13 березня 1970, Пенза) - державний діяч, політик, льотчик-космонавт Російської Федерації, член загону космонавтів ЦПК до 2017 року. Депутат Державної Думи Федеральних зборів Російської Федерації VII і VIII скликань з вересня 2020 року, співучасник злочинів проти України та її громадян.
Здійснив два космічні польоти як командир космічних кораблів «Союз ТМА-21» (2011) та «Союз ТМА-14М» (2014 — 2015). Герой Російської Федерації (2012).

## Освіта
Народився 13 березня 1970 року і виріс у Пензі. Ще під час навчання у школі займався парашутним та планерним спортом. Закінчив середню школу №56 р. Пензи. У 1987 - 1988 роках навчався в Пензенському політехнічному інституті, але залишив цей виш і вступив до Чернігівського вищого військового авіаційного училища льотчиків. У 1992 році, закінчивши його, отримав кваліфікацію «льотчик-інженер». 2000 року закінчив Військово-повітряну академію ім. Ю. А. Гагаріна. У 2019 році з відзнакою закінчив РАНХіГС при Президентові РФ за спеціальністю «Управління персоналом та кадрова політика».

## Військова служба
У 1992 р. проходив службу як інструктор у Чернігівському ВВАУЛ, з 1993 р. по 1998 р. у Далекосхідному військовому окрузі (ДВО) на посаді старший льотчик, заступник командира ае у складі 1-ї повітряної армії.
За час служби освоїв літаки "Вілга-35А", Л-13 "Бланік", Л-39, Су-24М.
У 1998 - 2000 роках навчався у Військово-повітряній академії ім. Ю. А. Гагаріна, після закінчення призначений до Центру підготовки космонавтів на посаду начальника відділення. У 2003 р. призначений на посаду кандидата в космонавти і після закінчення загальнокосмічної підготовки з 2005 р. по 2012 р. обіймав посади космонавта-випробувача, інструктора-космонавта-випробувача. У серпні 2012 р. звільнений з ЗС РФ з організаційно-штатних заходів.

## Космічна підготовка
У січні 2003 року Олександра Самокутяєва було допущено Головною медичною комісією до спецтренувань. 29 травня 2003 року зарахований до загону космонавтів РДНДІЦПК імені Ю. А. Гагаріна, у червні того ж року приступив до загальнокосмічної підготовки. Через два роки, у липні 2005-го, йому присвоєно кваліфікацію «космонавт-випробувач». З серпня 2005 по листопад 2008 року проходив навчання у складі групи спеціалізації та вдосконалення.

## Перший політ
5 квітня 2011 року відбувся старт корабля Союз ТМА-21, командиром якого призначено Олександра Самокутяєва. 7 квітня 2011 року після стикування Союзу ТМА-21 з МКС він приступив до виконання функцій бортінженера основної експедиції МКС-27/28. 16 вересня 2011 року Самокутяєв та ще двоє космонавтів приземлилися в Казахстані після спуску з МКС на кораблі Союз. У ході польоту він виконав 48 наукових експериментів та вихід у відкритий космос тривалістю 6 годин 23 хвилини. Тривалість польоту становила 164 доби.

## Другий політ
26 вересня 2014 року Олександр Самокутяєв, Олена Сєрова та Баррі Вілмор стартували з космодрому Байконур. Під час піврічної експедиції екіпаж виконав на орбіті понад 50 наукових експериментів, брав участь у забезпеченні робіт із трьома російськими та одним європейським вантажними транспортними кораблями. Крім того, Олександр Самокутяєв здійснив вихід у відкритий космос за російською програмою тривалістю 3:41. 12 березня 2015 року екіпаж корабля «Союз ТМА-14М», який очолював Олександр Самокутяєв, благополучно повернувся з експедиції. Тривалість польоту склала 167 діб 5 годин 42 хвилини  . Наступного дня після посадки, 13 березня 2015 року, Олександру виповнилося 45 років.
Статистика 
| # | Стартовий корабель | Старт, UTC         | Експедиція                | Корабель посадки | Посадка, UTC       | Наліт                        | Виходи у відкритий космос | Час у відкритому космосі |
| - | ------------------ | ------------------ | ------------------------- | ---------------- | ------------------ | ---------------------------- | ------------------------- | ------------------------ |
| 1 | Союз ТМА-21        | 04.04.2011 , 22:18 | Союз ТМА-21, МКС-27 / 28  | Союз ТМА-21      | 16.09.2011 , 03:59 | 164 діб 05 годин 41 хвилина  | 1                         | 06 годин 23 хвилин       |
| 2 | Союз ТМА-14М       | 25.09.2014 , 20:24 | Союз ТМА-14М, МКС-41 / 42 | Союз ТМА-14М     | 12.03.2015 , 02:07 | 167 діб 05 годин 42 хвилини  | 1                         | 03 години 38 хвилин      |
|   |                    |                    |                           |                  |                    | 331 доба 11 годин 23 хвилини | 2                         | 10 годин 01 хвилина      |

## Подальша робота
19 жовтня 2015 року наказом начальника ФДБУ «НДІ ЦПК імені Ю. А. Гагаріна» призначений на посаду заступника командира загону космонавтів ЦПК із збереженням посади інструктора-космонавта-випробувача. Водночас звільнений з посади командира групи кандидатів у космонавти.
У квітні 2017 року Головною медичною комісією Роскосмосу ухвалено рішення звільнити Олександра Самокутяєва від подальшої спеціальної підготовки за медичними показниками.
З квітня 2017 року О. М. Самокутяєв обіймає посаду заступника командира загону космонавтів ФДБУ «НДІ ЦПК ім. Ю. А. Гагаріна».
У липні 2020 був висунутий від партії Справедлива Росія по 147 виборчому округу на довиборах до Держдуми 13 вересня 2020. Водночас на виборах губернатора Пензенської області кандидат від «Єдиної Росії» Иван Белозерцев включив його до списку кандидатів до Ради Федерації. На виборах по 147 виборчому округу, що відбулися 13 вересня 2020 року, Самокутяєв отримав 62,88% голосів. На виборах губернатора Іван Білозерцев також набрав більшість голосів. Представника до Ради Федерації він призначить після інавгурації.
19 вересня 2021 обраний депутатом Державної Думи Федеральних зборів Російської Федерації VIII скликання.

## Співучасник злочинів проти України та її громадян
15 лютого 2022 р. голосував за окупацію частини Донецької та Луганської областей України (т.зв. «передача президенту Володимиру Путіну звернення про визнання незалежності ДНР та ЛНР»). Також він брав участь у пропагандистських заходах Росії (країна-агресор) та створеної нею терористичної організації «ДНР», що центром «Миротворець» нзвинувачений у здійсненні замаху на суверенітет та територіальну цілісність України і названий співучасником злочинів проти України та її громадян.

## Санкції
23 лютого 2022 року, на тлі вторгнення Росії в Україну, включений до списку санкцій Євросоюзу, оскільки «підтримував і проводив дії та політику, які підривають територіальну цілісність, суверенітет та незалежність України, які ще більше дестабілізують Україну».
Пізніше, з аналогічних підстав, включений у списки санкцій США, Великобританії, Канади, Швейцарії, Австралії, Японії, України та Нової Зеландії.

## Нагороди

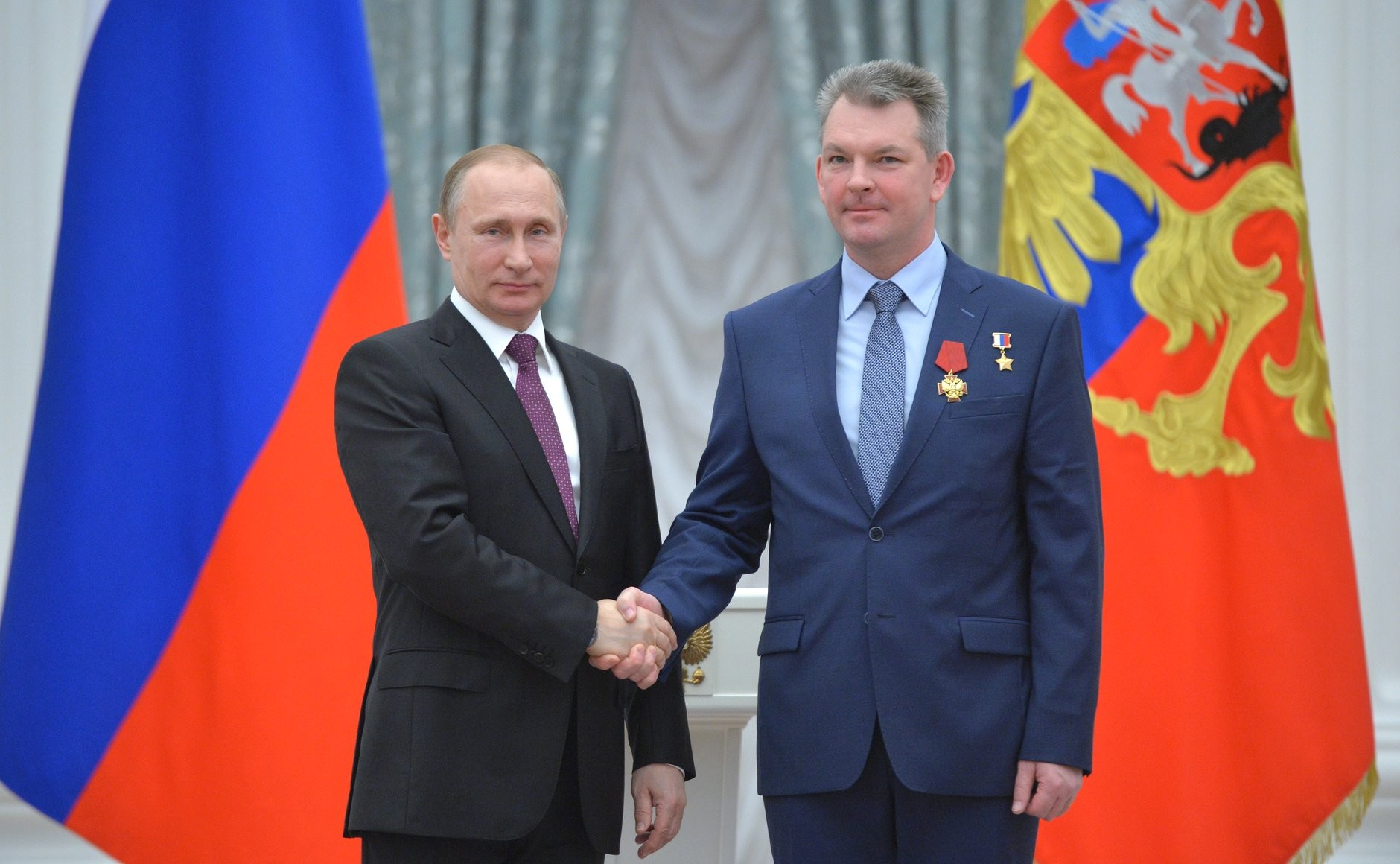
Награждение Орденом «За заслуги перед Отечеством» IV степени, 10 марта 2016 года

- звання "Герой Російської Федерації" та "Льотчик-космонавт Російської Федерації" (25 червня 2012 року) - за мужність і героїзм, виявлені при здійсненні космічного польоту на Міжнародній космічній станції;
- орден «За заслуги перед Батьківщиною» IV ступеня (15 лютого 2016 року) - за мужність та високий професіоналізм, виявлені при здійсненні тривалого космічного польоту[14];
- ювілейна медаль «70 років Збройних Сил СРСР» (1988);
- медаль «За військову доблесть» ІІ ступеня;
- медалі Міноборони Росії «За відмінність у військовій службі» І, ІІ та III ступеня;
- медаль «За службу у Військово-повітряних силах»;
- знак Корольова (2015)[15];
- медаль Олексія Леонова (Кемеровська область, 2015) - за два вчинені виходи у відкритий космос[16];
- орден Гагаріна (Федерація космонавтики Росії);
- медаль «За визначну громадську службу» (НАСА);
- медаль "За космічний політ" (НАСА);
- Почесний громадянин міста Пензи (26 квітня 2013 року);
- Почесний громадянин міста Гагарін (Смоленська область).

## Сім'я
- Брат - Андрій Михайлович Самокутяєв;
- Дружина - Оксана Миколаївна Самокутяєва (Зосімова);
  - Дочка - Анастасія Самокутяєва (нар. 1995) (з 2018 у шлюбі Усова);

- Мати - Олександра Самокутяєва. Живе в Пензі;
- Батько помер у 2013 році. Пенза.

## Захоплення
Захоплюється автомобілізмом, подорожами, хокею з шайбою.

## Цікаві факти
- 30 березня 2007 року Олександр Самокутяєв невдало (його команда знавців програла) зіграв одну гру у телевізійному елітарному клубі «Що? Де? Коли?» за команду космонавтів[17].
- Є почесним головою Пензенського регіонального відділення РГО (російського географічного товариства) та почесним головою Пензенського регіонального відділення міжнародної громадської організації «Ліга захисту культури».
- У січні 2017 року Олександра Самокутяєва було обрано головою правління Міжрегіональної громадської організації «Пензенське земляцтво».